# Secamone galinae
Secamone galinae är en oleanderväxtart som beskrevs av Klack.. Secamone galinae ingår i släktet Secamone och familjen oleanderväxter. Inga underarter finns listade i Catalogue of Life.